# Minettia flaveola
Minettia flaveola är en tvåvingeart som först beskrevs av Daniel William Coquillett 1898.  Minettia flaveola ingår i släktet Minettia och familjen lövflugor. Inga underarter finns listade i Catalogue of Life.